# María Sabina, mujer espíritu
María Sabina es un documental mexicano de 1979 dirigido por Nicolás Echevarría, que tiene como tema central la vida diaria de la chamana mazateca María Sabina y sus rituales realizados con hongos psilocibios.

## Argumento o Sinopsis
El documental de Echevarría es una visión de los diversos ritos que se celebran en la sierra mazateca para curar a través del uso de hongos alucinógenos, con la principal representante de este ritual, la indígena mazateca María Sabina, personaje ya incorporado a la tradición, la leyenda y la cultura.
Un retrato en cine directo de una de las últimas sacerdotisas curanderas que conocía los misterios rituales de los hongos alucinógenos que crecen en la Sierra de Oaxaca y que recrea con profundo respeto la práctica y las concepciones de la medicina tradicional, testimonio de una "técnica sagrada” que encierra la magia y el misterio de la cosmogonía indígena.

## Producción
El rodaje fue realizado en Huautla de Jiménez, en el estado de Oaxaca. Forma parte de la serie Todo México que fue patrocinado por la Dirección General de Radio, Televisión y Cinematografía.

## Temas
Según el diario El Nacional, este documental recrea la práctica y las concepciones de la medicina tradicional, así como la curación con hongos alucinógenos. La película recoge "la primera vez que ella accedió a ser filmada en una sesión; cuando invoca un ejército, los ejércitos, para curar la enfermedad, cuando invoca la fuerza espiritual de la persona".

## Recepción
El documental fue bien recibido por la crítica e incluso la Academia de Ciencias y Artes Cinematográficas de Hollywood mostró especial interés para que participara en los Óscares.